# Andrzej Niemojewski
Andrzej Niemojewski (24. leden 1864, Rokitnica, Kujavsko-pomořské vojvodství, Polsko – 3. listopad 1921, Varšava) byl polský básník, spisovatel, novinář a volnomyšlenkář.

## Život
Vystudoval práva v Dorpatu (Jurijev, dnes Tartu, Estonsko). V roce 1889 přišel do Varšavy, pak do Krakova. V letech 1892–1897 pracoval v Sosnovci jako úředník hornicko-hutnické společnosti. Roku 1897 se vrátil do Varšavy, vstoupil do socialistické strany (Polska Partia Socjalistyczna), v roce 1899 byl vězněn. Byl členem skupiny spisovatelů Młoda Polska. V letech 1903–1904 cestoval po východních krajích. 1904–1905 pracoval jako redaktor nezávislého socialistického měsíčníku Kuźnica ve Lvově. Účastnil se revoluce v roce 1905. 

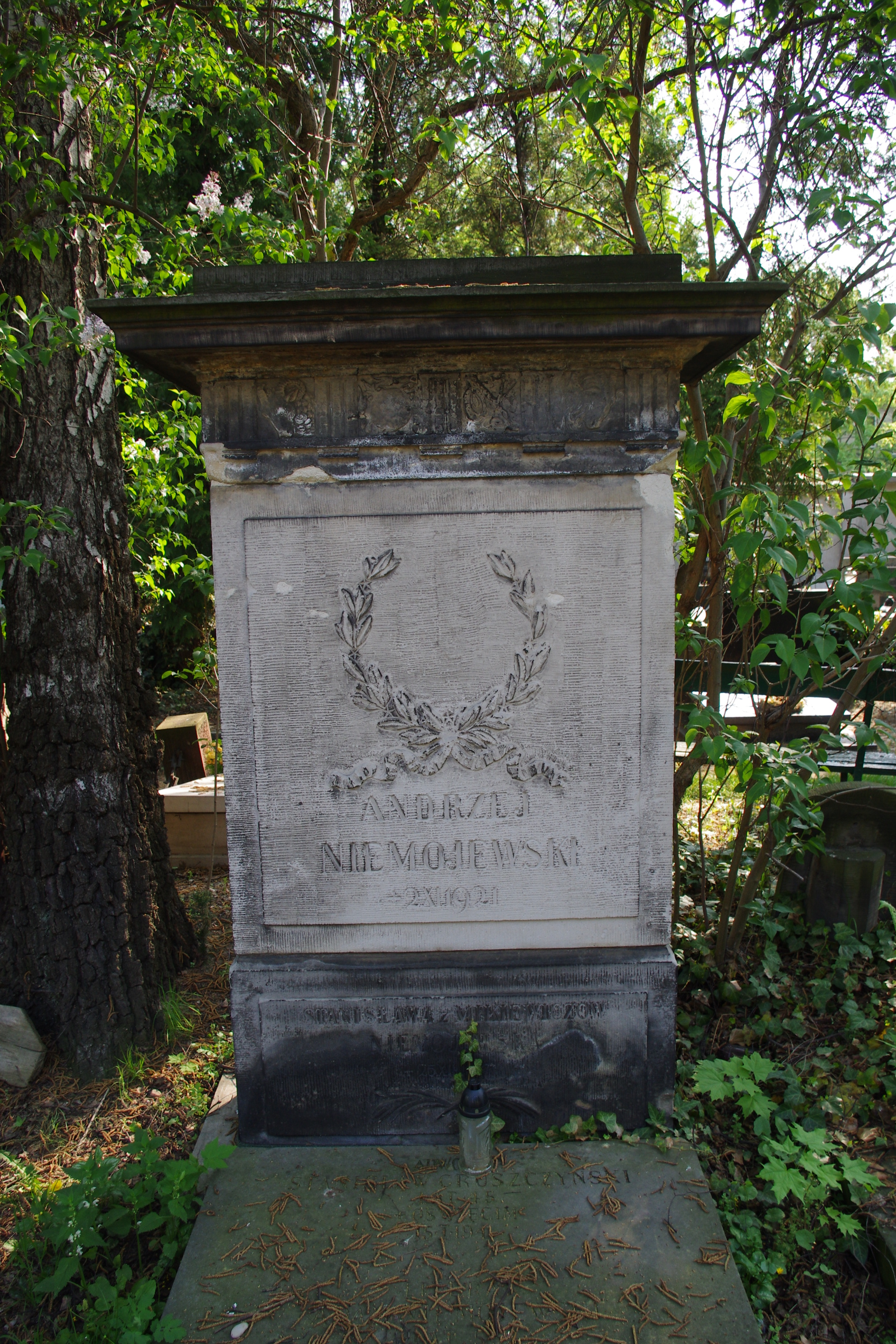
Jeho hrob ve Varšavě.

Po návratu do Varšavy v roce 1905 začal vydávat časopis Myśl Niepodległa (Nezávislá myšlenka, 1905–1933), který redigoval až do své smrti. V tomto časopisu kritizoval mj. náboženský dogmatismus, ale i řadu jiných hnutí, čímž si postupně znepřátelil řadu politických i náboženských směrů včetně socialistů. V závěru života se stal antisemitou a stoupencem pravicově nacionalistického politického hnutí Narodowa Demokracja („Endecia“). Byl členem nejstaršího polského akademické společnosti Konwent Polonia.
V roce 1921 zemřel, pochován byl na hřbitově 'Cmentarzu ewangelicko-reformowanym' ve Varšavě.

## Dílo
V novinách publikoval od roku 1887. V roce 1891 vyšla jeho první knížka básní. Básnická sbírka Polonia irredenta z roku 1895 byla výsledkem jeho pobytu ve Slezsku a má výrazný sociálně kritický tón (jistou analogií v české literatuře jsou Slezské písně Petra Bezruče). Ve svém románu Listy człowieka szalonego (Dopisy šílencovy, 1899) se humorným způsobem distancoval od krakovské společnosti dekadentních spisovatelů, kteří vyznávají zásady „umění pro umění“. Ve svých článcích studiích se velmi kriticky zabýval náboženstvím. Dále se věnoval astrologii. Jeho dramata neměla většího ohlasu.
Rovněž překládal z francouzštiny. Používal pseudonymy: Lambro, Lubieniec A., Rokita.

## Spisy

### Básně
- Poezje 1891
- Poezje prozą 1891
- Majówka, 1895
- Polonia irredenta, 1895

### Próza
- Listy człowieka szalonego (Dopisy šílencovy), 1899 – román
- Listopad 1891 - povídky ze Slezska
- Prometeusz 1900
- Legendy, 1902, první vydání bylo vzhledem k protináboženskému zaměření zabaveno, vyšlo o rok později pod názvem Tytul skonfiskowany, 1903
- Ludzie rewolucji, 1906 – novela
- Pokrzywy (Kopřivy) 1907 - veršované politické pamflety

### Studie
- Jezus w świetle badań cudzych i własnych, 1909
- Tajemnica astrologji chrześcijańskiej (Tajemství křesťanské astrologie), 1913
- O masonerji i masonach (O zednářství a zednářích), 1906
- Dusza żydowska w zwierciadle talmudu, 1914
- Biblja i gwiazdy (Bible a hvězdy) 1924 (vydáno posmrtně)

### Literární studie
- Stanisław Wyspiański, 1903
- Dawność a Mickiewicz, 1921

### Dramata
- Familia 1898
- Bajka 1900
- Szopka 1901
- Rokita 1901
- Dzień on, dzień gniewu Pańskiego 1902

### Překlady
- Iosephus Flavius: Dzieje wojny żydowskiej (Židovská válka)
- Ernest Renan: Żywota Jezusa (Vie de Jésus)

### České překlady
- Legendy, překlad Jaroslav Kaberle, KDA, svazek 39-40, Praha, Kamilla Neumannová, 1908
- Dějiny kříže, překlad Č.S., Praha, Volná myšlenka, 1909
- Sokrates, filosof a mučedník starověku, Praha, Volná myšlenka, 1909